# Ginni Rometty

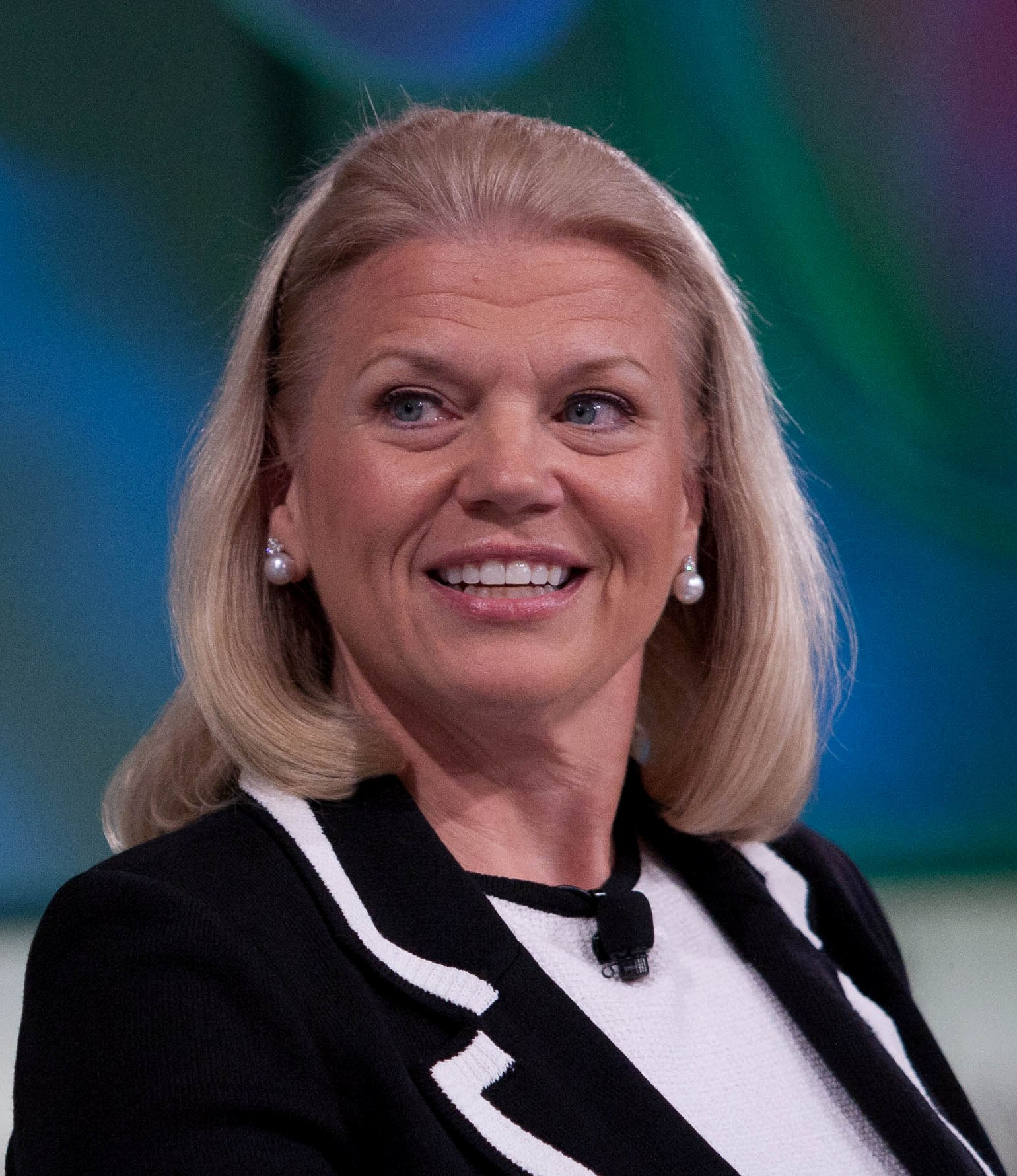
Ginni Rometty

Virginia Marie „Ginni” Rometty (ur. 29 lipca 1957 w Chicago) – amerykańska bizneswoman, była CEO amerykańskiej firmy informatycznej IBM.
Rometty jest pierwszą kobietą na czele tej firmy. Dołączyła do IBM jako inżynier systemów w 1981 roku. Przed objęciem funkcji prezesa i dyrektora generalnego, w styczniu 2012 r., zajmowała stanowiska wiceprezesa i dyrektora wykonawczego ds. sprzedaży, marketingu i strategii w IBM.